# Frances Cleveland
Frances Clara Folsom Cleveland Preston (21. lipnja 1864. – 29. listopada 1947.) je bila supruga 22. i 24. američkog predsjednika Grovera Clevelanda što ju je činilo najmlađom prvom damom u povijesti SAD-a. Poslije prvog mandata par je živio u New York Cityju, gdje se rodilo i njihovo prvo od petero djece. Nakon druge pobjede Grovera Clevelanda na predsjedničkim izborima par se ponovo vraća u Bijelu kuću. Poslije mandatnog perioda odlaze živjeti u Princetonu (New Jersey).
1908. umire Grover Cleveland a Frances se udaje po drugi put za Thomasa J. Prestona Jr. profesora arheologije.